# Michael Corrigan
Michael Augustine Corrigan (ur. 13 sierpnia 1839 w Newark, zm. 5 maja 1902 w Nowym Jorku) – amerykański duchowny katolicki, w latach 1885–1902 arcybiskup metropolita Nowego Jorku.
Był piątym z dziewięciorga dzieci irlandzkich imigrantów. Rodzina była dobrze usytuowana co pozwoliło na uzyskanie przez Michaela odpowiedniej edukacji. Do kapłaństwa przygotowywał się m.in. w Kolegium Ameryki Płn. w Rzymie. Tam uzyskał doktorat z teologii w 1864. Rok wcześniej otrzymał święcenia kapłańskie. Po powrocie do kraju został wykładowcą teologii i historii w Seton Hall College, a także w Seminarium Niepokalanego Poczęcia NMP w South Orange. W roku 1869 mianowany wikariuszem generalnym diecezji Newark. 
14 lutego 1873 otrzymał nominację na ordynariusza swej rodzinnej diecezji Newark. Był wówczas jednym z najmłodszych biskupów na świecie. Sakry udzielił mu przyszły kardynał John McCloskey, metropolita Nowego Jorku. 1 października 1880 przeniesiony został na funkcję koadiutora swego konsekratora  jako arcybiskup tytularny Petra in Palaestina. Sukcesję przejął 10 października 1885, w dniu śmierci kard. McCloskeya.
Jego działalność jako arcybiskupa Nowego Jorku wzbudzała wiele kontrowersji. Był jednym z najbardziej konserwatywnych hierarchów amerykańskich, przez co dochodziło do sporów między nim a wykształconą i bardziej liberalną częścią duchowieństwa archidiecezji. W wyniku jednego z takich konfliktów nieposłuszny ks. Edward McGlynn został ekskomunikowany w 1887, co odbiło się głębokim piętnem na całe dalsze rządy Corrigana. W episkopacie amerykańskim miał również wielu oponentów, którzy tak jak metropolici John Ireland i James Gibbons głosili ideę amerykanizacji w łonie Kościoła. on zaś był jej przeciwny (tak jak papież Leon XIII). Był ostatnim arcybiskupem Nowego Jorku, który nie otrzymał kapelusza kardynalskiego.
Umarł w wyniku komplikacji po upadku podczas wizytowania seminarium duchownego, na zapalenie płuc.